# Kapuvár
Kapuvár is een plaats (város) en gemeente in het Hongaarse comitaat Győr-Moson-Sopron. Kapuvár telt 10 588 inwoners (2007).